# Quartucciu
Quartucciu – miejscowość i gmina we Włoszech, w regionie Sardynia, w prowincji Cagliari.
Według danych na rok 2004 gminę zamieszkiwało 10 630 osób, 393,7 os./km². Graniczy z Cagliari, Maracalagonis, Monserrato, Quartu Sant'Elena, Selargius, Settimo San Pietro i Sinnai.